# チェオル (ウェセックス王)
チェオル（Ceol、? - 597年）はウェセックス王国初期の王（在位：591年 - 597年）。クタ（Cutha）の息子にしてキュンリッチの孫と言われる。チェオリック（Ceolic）とも。

## 治世
彼の統治は591年ないし592年から597年、現在のウィルトシャー州のウォーデンズ・バロウ（Woden's Barrow）またはウォドネスベオルグ（Wodnesbeorg）での戦いで叔父であったチェウリンを退位に追い込み王位に就いた。またこれは正当な後継者とされるチェウリンの息子クスウィンを否定したものであった。チェオルが死ぬと、息子キュネイルスはまだ幼少であったために王位は兄弟であったチェオルウルフに継がれた。このような継承は恐らくはサクソン人の風習だったと思われる。
チェオルはウェセックス王家の傍流の創始者である。彼の血統は648年から674年そして676年から685年にかけて、兄弟チェオルウルフから息子のキュネイルス、チェンワルフ、サクスブルフ、チェントウィンまでのウェセックスの王を輩出する。またマーシアの王コエンウルフ（チェンウルフ）とチェオルウルフもチェオルの子孫と言われている。すなわちチェオルの血統は彼の死後少なくとも300年以上は繁栄した事となる。